# Charles Frappier
Charles Frappier, né en 1813 et mort en 1885 est un botaniste français, originaire de Mauritanie. Il s'est particulièrement intéressé aux orchidées, à la suite des travaux d'Eugène Jacob de Cordemoy. 